# Ilnik
Ilnik (ukr. Ιльник) – wieś na Ukrainie, w obwodzie lwowskim, w rejonie samborskim (do 2020 roku w rejonie turczańskim), nad Stryjem. Liczy około 1092 mieszkańców. Pierwsza wzmianka o miejscowości pochodzi z 1490 r.
Wieś prawa wołoskiego, położona była w drugiej połowie XV wieku w ziemi przemyskiej województwa ruskiego. Wieś w 1869 r. liczyła około 1582 mieszkańców, a w 1921 r. około 2037 mieszkańców. Przed II wojną światową w granicach Polski, wchodziła w skład powiatu turczańskiego. W 1943 nacjonaliści ukraińscy z OUN-UPA zamordowali tutaj 6 Polaków, grabiąc i paląc ich gospodarstwa.

## Ważniejsze obiekty
- Kościół rzymsko-katolicki (ruiny)
- Cerkiew prawosławna (drewniana)
- Cerkiew greckokatolicka (murowana)

## Związani z Ilnikiem
- Mikołaj Mikołajewicz Ilnickij – poeta, tłumacz, krytyk literacki